# انجمن تولیدکننده‌های موسیقی
انجمن تولیدکننده‌های موسیقی (MPG) (بریتانیا) از همه افراد در حرفه تولید و ضبط موسیقی تبلیغ و نمایندگی می‌کند. این یک سازمان حرفه ای است که مشارکت‌های خلاقانه جمعی و فردی را در تولید و ضبط همه ژانرهای موسیقی و فعالیت‌های مربوط به رسانه تجسم می‌بخشد. به عنوان یک صنف، این سازمان هیچ وابستگی به حزب سیاسی ندارد.
این سازمان سالانه جوایز صنفی سازندگان موسیقی را اهدا می‌کند. در سال ۲۰۰۸، پی‌ام‌جی و بی‌پی‌آی برنامه‌های جوایز خود را هماهنگ کردند. جوایز ام‌پی‌جی، در میان دیگران توسط شرکت شور حمایت مالی می‌شود و هدف آنها شناخت استعداد و توانایی تولیدکنندگان، مهندسان، میکسرها و رمیکسرها است. در جوایز ام‌پی‌جی ۲۰۱۳، جرج مارتین جایزه «کمک برجسته به موسیقی بریتانیا» را دریافت کرد.
این ایده توسط تولیدکنندگان و مهندسان علاقه‌مند به همه جنبه‌های ایجاد و ضبط موسیقی تصور و پشتیبانی می‌شود، این یک جامعه را برای به اشتراک گذاشتن تجربیات جمعی و همکاری با سایر افراد همفکر فراهم می‌کند.
عضویت برای همه تولیدکنندگان، مهندسان، میکسرها، میکسرهای مجدد، برنامه نویسان، طراحان صدا، مهندسان مسترینگ، دانشجویان، علاقه‌مندان – همه کسانی که از ایجاد موسیقی و صوت لذت می‌برند و به آن علاقه دارند آزاد است.
از اعضای ام‌پی‌جی می‌توان به پل اپورث، برنارد باتلر، مایک کروسی، جیک گاسلینگ و تامی دی اشاره کرد.